# Béla Virág
Béla Virág (* 12. April 1976 in Marcali) ist ein ehemaliger ungarischer Fußballspieler und heutiger -trainer. 

## Karriere
Virág beendete 2009 seine aktive Fußballkarriere beim FC Eilenburg (Deutschland). Nach seiner aktiven Laufbahn trainierte er UFC Strem (Österreich) und legte am 14. Dezember 2011 die UEFA-A-Lizenz. In der Saison 2012/13 arbeitete er als Co-Trainer der U-19-Mannschaft von Dynamo Dresden. Zur Spielzeit 2013/14 übernahm er in Dresden die neu gegründete U-16-Mannschaft als Cheftrainer und wechselte im November 2013 zur U-17-Mannschaft.

## Erfolge
- 2005, 2006, 2007: Ungarischer Meister